# 19 ربيع الآخر
- السبت
- الأحد
- الاثنين
- الثلاثاء
- الأربعاء
- الخميس
- الجمعة

- 2528 سبتمبر 2024
- 2629 سبتمبر 2024
- 2730 سبتمبر 2024
- 281 أكتوبر 2024
- 292 أكتوبر 2024
- 303 أكتوبر 2024
- 14 أكتوبر 2024
- 25 أكتوبر 2024
- 36 أكتوبر 2024
- 47 أكتوبر 2024
- 58 أكتوبر 2024
- 69 أكتوبر 2024
- 710 أكتوبر 2024
- 811 أكتوبر 2024
- 912 أكتوبر 2024
- 1013 أكتوبر 2024
- 1114 أكتوبر 2024
- 1215 أكتوبر 2024
- 1316 أكتوبر 2024
- 1417 أكتوبر 2024
- 1518 أكتوبر 2024
- 1619 أكتوبر 2024
- 1720 أكتوبر 2024
- 1821 أكتوبر 2024
- 1922 أكتوبر 2024
- 2023 أكتوبر 2024
- 2124 أكتوبر 2024
- 2225 أكتوبر 2024
- 2326 أكتوبر 2024
- 2427 أكتوبر 2024
- 2528 أكتوبر 2024
- 2629 أكتوبر 2024
- 2730 أكتوبر 2024
- 2831 أكتوبر 2024
- 291 نوفمبر 2024
- 302 نوفمبر 2024
- 13 نوفمبر 2024
- 24 نوفمبر 2024
- 35 نوفمبر 2024
- 46 نوفمبر 2024
- 57 نوفمبر 2024
- 68 نوفمبر 2024

19 ربيع الآخر أو 19 ربيع الثاني أو يوم 19 \ 4 (اليوم التاسع عشر من الشهر الرابع) هو اليوم الثامن بعد المائة (108) من أيَّام السنة (أو التاسع بعد المائة لو كان شهر صفر مُتممًا لليوم الثلاثين) وفق التقويم الهجري القمري (العربي). يبقى بعده 246 أو 247 يومًا لانتهاء السنة.

## أحداث
- 626هـ - تسلم الإمبراطور «فريدريك الثاني» مدينة بيت المقدس صلحا من السلطان الكامل محمد بن العادل، وفق اتفاقية عُقدت بينهما عُرفت باتفاقية يافا.
- 991هـ - العثمانيون ينتصرون على الصفويين في معركة «مشعلة لر» الطاحنة بعد 3 أيام من القتال، أثناء نزاع الفريقين للسيطرة على شيروان في أذربيجان، وقد خسر الصفويون في هذه المعركة حوالي 11 ألف قتيل.
- 1142هـ - قوات مسقط تهزم البرتغاليين وتتمكن من تحرير مدينة مومباسا.
- 1206هـ - العثمانيون يستعيدون السيطرة على ميناء ومدينة وهران الجزائرية من الإسبان، بعدما سيطر الإسبان عليها طيلة 59 عامًا.
- 1255هـ - عبد المجيد بن محمود يتولى العرش العثماني خلفًا لأبيه السلطان محمود الثاني تحت اسم عبد المجيد الأول.
- 1324هـ - الروس يرتكبون مذبحة ضد اليهود في مدينة «بياليستوك» الواقعة على بعد 100 ميل شمال وارسو، واستمرت هذه المذبحة عدة أيام.
- 1338هـ - بداية الوجود الفعلي والقانوني لمنظمة «عصبة الأمم» التي نشأت في أعقاب الحرب العالمية الأولى.
- 1340هـ - استعادة «أمان الله خان» حاكم أفغانستان أراضي بلاده التي احتلتها بريطانيا، وإعلان استقلال أفغانستان، وتنصيب نفسه ملكًا على البلاد.
- 1360هـ - نشوب ثورة رشيد عالي الكيلاني في العراق، والتي استمرت نحو شهرين، ساعدهم خلالها الألمان، وكانت تهدف لتحرير العراق من الاحتلال البريطاني.
- 1367هـ - عصابات صهيونية تقصف قطار مصري وهو في طريقة من القاهرة إلى حيفا، وإدى ذلك إلى وفاة أكثر من 35 جندي بريطاني.
- 1368هـ - انتخاب حاييم فايتسمان رئيسًا لدولة إسرائيل بعد إعلانها ليكون أول رئيس لها.
- 1386هـ - الشيخ زايد بن سلطان آل نهيان يتولى مقاليد الحكم في إمارة أبوظبي بعد انقلاب سلمي على أخيه الشيخ شخبوط بن سلطان آل نهيان.
- 1407هـ - افتتاح مشروع سد مأرب من قبل الرئيس اليمني علي عبد الله صالح ورئيس دولة الإمارات العربية المتحدة زايد بن سلطان آل نهيان.
- 1409هـ - الرئيس العراقي صدام حسين يقوم بأول زيارة له إلى مصر منذ توليه الرئاسة.
- 1412هـ - تركمانستان تحصل على استقلالها عن الاتحاد السوفيتي.
- 1424هـ - إلقاء القبض على السكرتير الشخصي للرئيس العراقي الأسبق عبد حميد محمود.
- 1431هـ - رئيس إقليم كردستان العراق مسعود برزاني يعلن أن الكتل الكردية الفائزة في الانتخابات التشريعية العراقية اتفقت على ترشيح الرئيس العراقي جلال طالباني لولاية رئاسية أخرى.
- 1436هـ -
  - مقتل 22 مشجعًا لفريق الزمالك إثر اشتباكات بين الجماهير وقوات الأمن.
  - فيلم صبا يفوز بثلاث جوائز بما فيها جائزة البافتا لأفضل فيلم في حفل توزيع جوائز الأفلام البريطانيَّة الثامن والستين.
- 1437هـ - مقتل 4 وإصابة 18 آخرين في تفجير انتحاري استهدف المصلين بمسجد الإمام الرضا بمحافظة الأحساء.
- 1439هـ - مصرع 32 على الأقل وإصابة العشرات في حادثة تصادم ناقلة نفط إيرانية مع سفينة شحن صينية في بحر الصين الشرقي.
- 1444هـ - تفجير في شارع الاستقلال وسط مدينة إسطنبول يسفر عن سقوط 6 قتلى و53 جريحًا.
- 1446هـ - فيضانات شديدة تضرب البوسنة والهرسك، ما أدى إلى مصرع ما لا يقل عن 26 شخصًا وفقد قرابة 40 آخرين.

## مواليد
- 1335هـ - أحمد إسماعيل علي، وزير الدفاع المصري.
- 1354هـ - شارل رزق، حقوقي وسياسي لبناني.
- 1358هـ - محمد العماري، عسكري جزائري.
- 1367هـ - مريم سلطان، ممثلة إماراتية.
- 1371هـ - أحمد فؤاد الثاني، ملك مصر اسميًا والابن الوحيد للملك فاروق.
- 1379هـ - حسن الأسمر، مغني مصري.
- 1405هـ - مصعب الكندري، لاعب كرة قدم كويتي.
- 1408هـ - فيصل دشتي، لاعب كرة قدم كويتي.

## وفيات
- 132هـ - يوحنا الدمشقي، قديس مسيحي عربي.
- 580هـ - سعد الدين بن شبيب، شاعر عراقي.
- 1255هـ - محمود الثاني، السلطان العثماني الثلاثين وأحد أعلام الإصلاح الإداري الإسلامي.
- 1364هـ - كمال سليم، مخرج مصري.
- 1398هـ - وديع حداد، قيادي في الجبهة الشعبية لتحرير فلسطين.
- 1424هـ - عبد الله الطيب، أديب سوداني.

## وصلات خارجية
- موقع قصة الإسلام: حدث في شهر ربيع الأوَّل.